# 赫尔曼·察普夫
赫尔曼·察普夫（1918年11月8日—2015年6月4日），生于德国纽伦堡，享年96岁，是一位多产的德国字体设计师，書法家、作家與教師。后与书法家和字体设计师古德龙·察普夫-冯·黑塞结婚。
察普夫的设计广受赞誉，知名作品有帕拉提諾體（Palatino）、Optima和Zapfino。

## 生平

### 早期生活
赫爾曼·扎普夫出生于巴伐利亚王国纽伦堡，后就讀於紐倫堡的普通教育學校。對於一個活躍的工會主義者的兒子來說，他兒時成為一名電氣工程師的夢想被崛起的納粹政權阻止了，因為他的父親因1933年5月2日禁止自由工會而失業。1934年，他開始了學徒生涯，成為一名積極的修圖師。當他還是一名學徒時，他通過一次展覽和《作為技巧寫作》一書接觸到了德國字體創造者魯道夫·科赫（Rudolf Koch）的生活和工作。這極大地激發了他的興趣，以至於他開始以自學成才的身份處理藝術字體開發的要求和主題。1938年，Zapf完成了修圖師的學徒生涯，進一步加深了他對書法的熱情，之後他搬到了美因河畔法蘭克福，在那裡他擔任字體圖形藝術家和書法家。同年，他還為他未來的僱主字體公司設計了他的第一款字體Gilgengart。

### 法兰克福
學徒期結束幾天后，札普夫前往法蘭克福。他沒有熟練工證書，因此無法在紐倫堡的另一家公司獲得工作許可證，因為他們無法檢查他的資格。他的職業生涯始於與保羅·科赫（Paul Koch，父亲是魯道夫·科赫）一起在寫作和音樂工作室“HauszumFürsteneck」（建于1906年）。在此期間，他已經兼職完成了字體和書籍設計師的個人任務。

### 战争生涯
在1939年4月1日，察普夫被征召入國家勞役團並派往皮尔马森斯以巩固齐格菲防线对抗法国。他不习惯于大量体力劳动，几周后出现了心脏问题，便轉任為文书工作——用庫倫特手寫體來紀錄營地日誌。
第二次世界大战在9月爆发，察普夫所屬的部队編入德意志国防军。由于健康问题，察普夫并没有隨军前往，而是被解召。1942年4月1日因战事吃緊，他再次被徵召入伍，派往纳粹德国空军，但是实际上卻被送往魏玛的炮兵部队。他的表现很不好，训练时经常分不清左右，而且用枪过于小心翼翼和笨手笨脚。長官發現後，不久就將他調離炮兵部队。
察普夫再次被送回办公室，随后被送往于特博格以接受地图繪製师训练。之後轉往第戎，又到波尔多加入德国国防军陆军第1集团军。察普夫負責绘制西班牙地图，特别是铁路系统——如果西班牙内战后弗朗哥没有使用窄轨铁路以修复桥梁的话，它可能已经被用于运输炮兵部队了。察普夫在地图部队混得很好。他的视力很好，以至于可以不用放大镜就書写1毫米大小的文字，此一技能很可能讓他不用被再次派往前線。
战争结束后，察普夫成為战俘被法国軍方关押于蒂宾根。由于人們敬重他的艺术作品，加上他的健康状况不好，在战争结束仅仅四週后就被遣返，回到了由于空袭已经遭受严重损坏的纽伦堡。

### 设计生涯
1951年，扎普夫與弗里茨·克雷德爾（Fritz Kredel，1900-1973）一起首次參加了紐約庫珀聯合博物館的展覽。他於1952年在斯德哥爾摩的格拉菲斯卡學院舉辦了他的第一次個展。1951年，他與古德倫·馮·黑塞（Gudrun von Hesse）結婚，後者也是一名印刷師和裝訂工。他們有一個兒子克利斯蒂安·路德維希（Christian Ludwig，2012年去世）。他還擴大了他以前在國際領域的教學活動。1954年赴美國耶魯大學講學。同年，他的著作《Manuale Typographicum》出版，並於1968年被翻譯成18種語言的新版本。
從1956年起，他再次在法蘭克福擔任自由字體圖形藝術家和書法家。1957年，他還在加州大學洛杉磯分校講學，1960年，他被任命為賓夕法尼亞州匹茲堡卡內基理工學院的平面設計教授。在德國，他設計了出版商的印章。例如，他作為書法家的國際作品之一是1960年版的四種語言的《聯合國憲章》序言，該序言以四種語言為紐約皮爾龐特·摩根圖書館出版。同年，他的著作《Über Alphabete》以德語和英語出版。
自 1960 年代初以來，赫尔曼·察普夫一直致力於排版和計算機程式的結合，並從那時起一直是國際排版藝術中心 （ICTA） 的成員。在德國，他關於計算機輔助排版的想法在當時沒有得到重視，甚至被嘲笑。1964年，他在美國哈佛大學講授印刷計算機程序的發展。他在普林斯頓大學就同一主題發表演講。同年在美國的一次演講后，德克薩斯大學奧斯丁分校對Zapf非常感興趣，並希望為他設立一個教授職位。他拒絕了這個提議，因為他的妻子不想一直住在美國。
1969 年，他開發了 Hallmark Textura 字體和泛奈及利亞字母表。在 1960 年代中期，他因其在字體開發領域的國際成就而獲得了多個獎項，包括 1966 年布爾諾雙年展排版一等獎和一年後紐約字體指導俱樂部的第一枚金牌。1969年，他在羅切斯特獲得了Frederic W. Goud排版獎。
1971 年，赫尔曼·察普夫開始與美國電腦科學家 Donald E. Knuth（生於 1938 年）合作。合作的方式是，Zapf 開發了適當的字體，並在 IT 基礎上開發了必要的排版程式。例如，Zapf 參與了 Knuth 開發的排版程式 TeX 的字體開發。例如，這導致了美國數學學會歐拉字體系列的發展。
1972年，他成為達姆施塔特技術大學的排版講師。1976年，羅切斯特理工學院成為第一所向他提供計算機輔助排版教授職位的大學，該學院在世界上首次作為系成立。1977 年至 1987 年，他接受了這一提議，並在達姆施塔特和羅切斯特之間輪流任教。在這樣做的過程中，他主要關注的是將排版的藝術理念與計算機使用的技術條件相協調的要求。

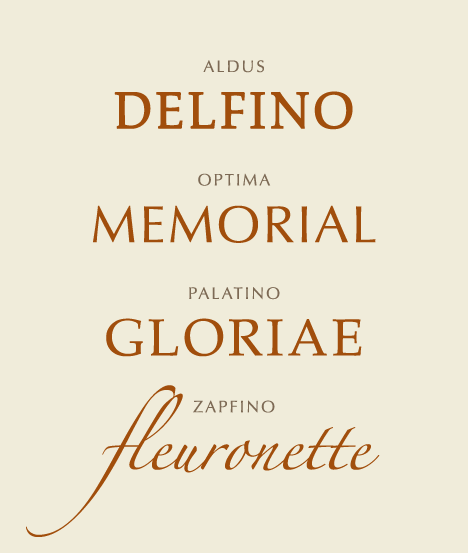
SpecimensoftypefacesbyHermannZapf

在他晚年，赫爾曼·扎普夫（Hermann Zapf）擴展了他的帕拉蒂諾文字，包括希臘語和西里爾語字元。此外，他還開發了 Zapfino 字體系列，該系列始於 1993 年，最終由 Linotype 出版。2001年，蘋果公司收購了他開發的 Zapfino 字體，並由日本平面設計師小林旭（生於 1960 年）將其數位化。
扎普夫在他的職業生涯中總共設計了200多種印刷材料，這使他作為創新和才華橫溢的德國字體藝術家在國內外越來越廣為人知。赫爾曼·扎普夫於2015年6月4日在達姆施塔特去世，享年96歲，后被埋葬在達姆施塔特的舊公墓。

## 字体列表
赫尔曼·察普夫设计的字体有：
- Aldus
- AMSEuler
- Aurelia
- Edison
- Kompakt
- Marconi
- MediciScript
- Melior
- Michelangelo
- Optima
- Palatino
- Saphir
- Vario
- ITC Zapf Book

ArangeofZapftypefacedesigns

- ITC Zapf International
- Sistina
- ITC Zapf Chancery
- ITC Zapf Dingbats
- Zapf Renaissance Antiqua
- Zapfino

## 荣誉
- 1967年：字体俱樂部獎章
- 1974年：古騰堡學會古騰堡獎
- 2000年：德語用戶協會TeX榮譽會員
- 2003年：芝加哥排版愛好者協會SoTA排版獎
- 2003年：格羅利爾俱樂部通訊會員
- 2007年：黑森州歌德奖
- 2010年：德意志聯邦共和國功績勳章
- 2016年：艾克和貝特霍爾德·羅蘭基金會的藝術獎（追授）